# Underberg

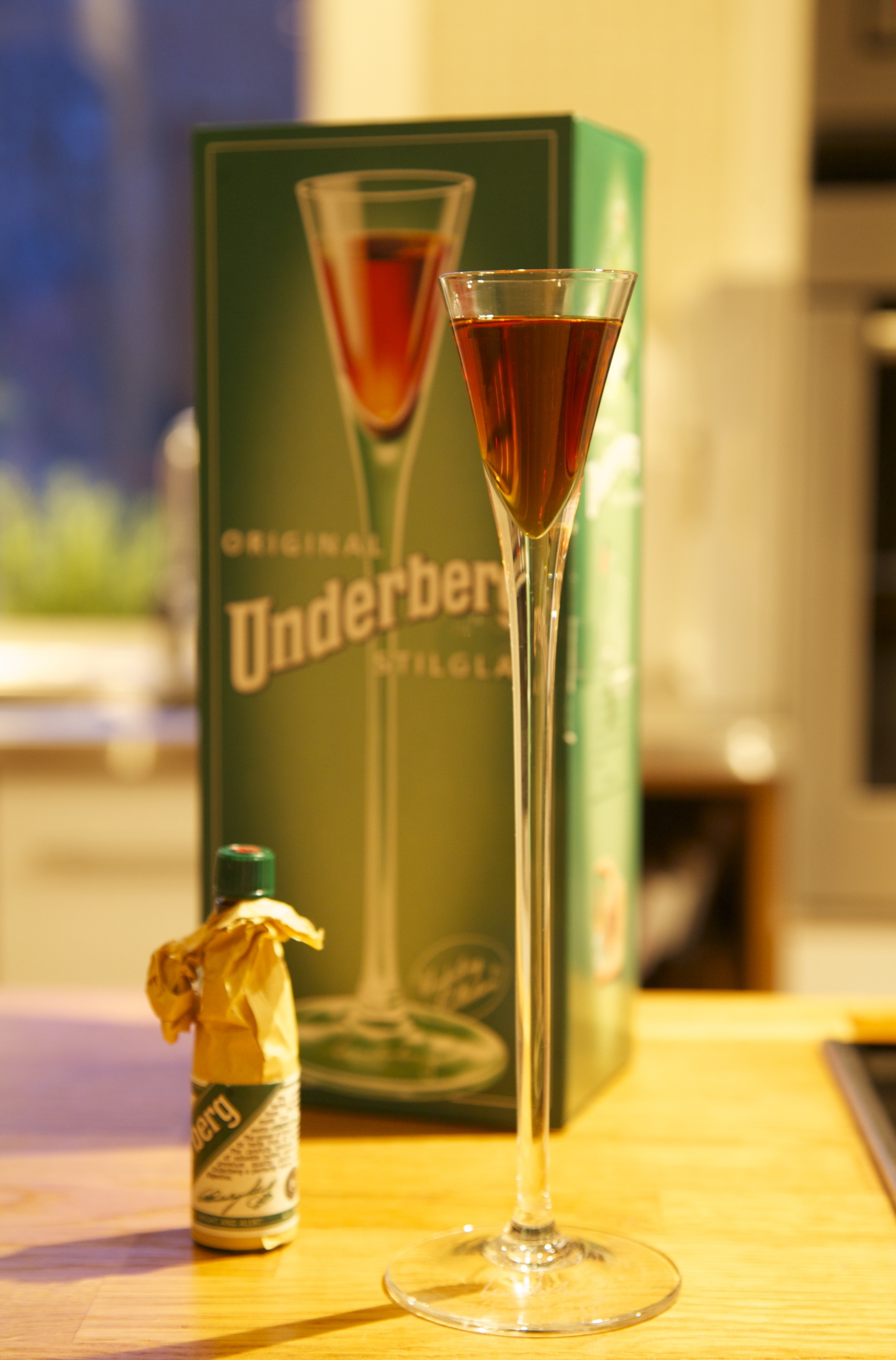
Copo de Underberg com garrafa de porção tamanho normal

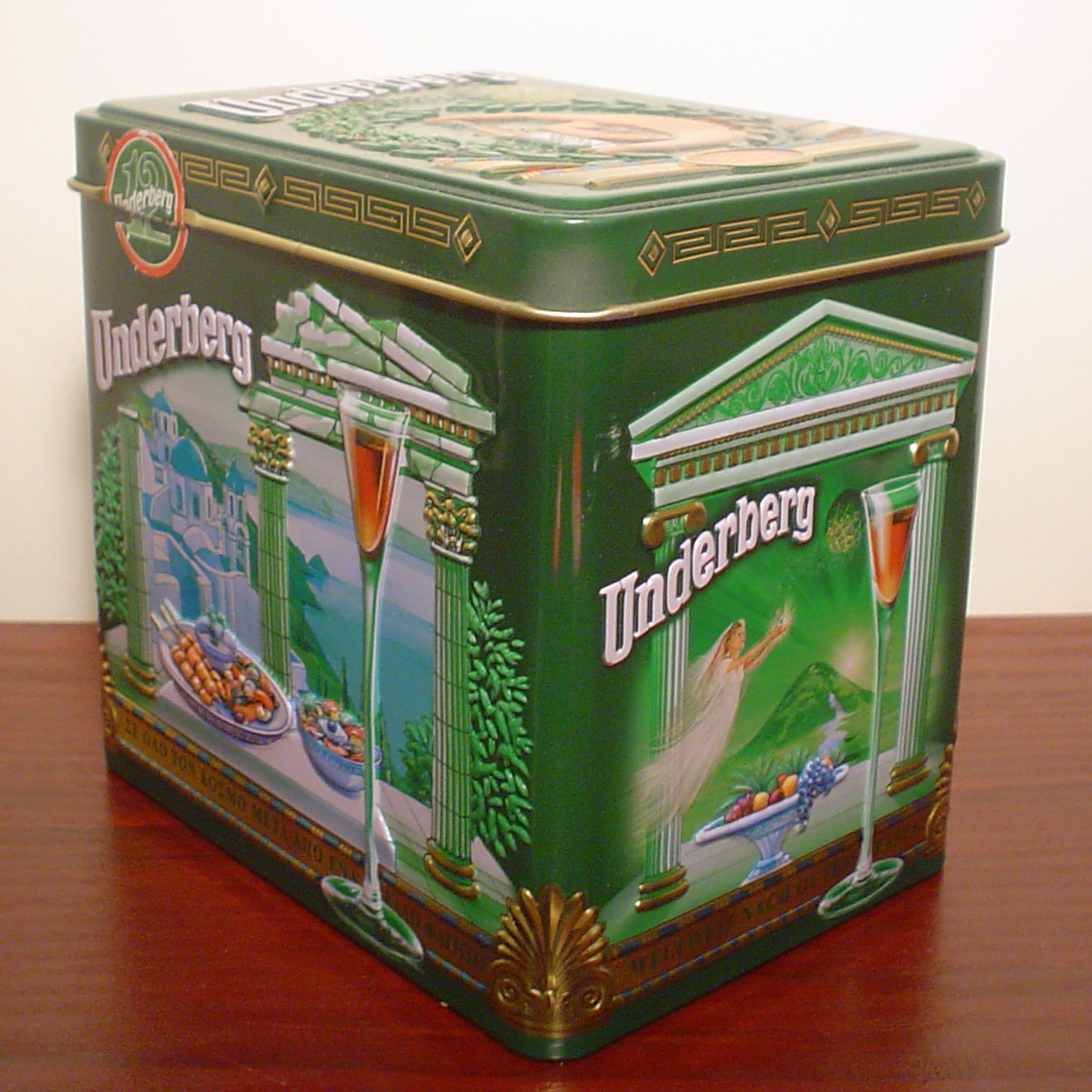
Uma caixa de metal contendo 12 garrafinhas de Underberg - Edição 2007 (Tema: Grécia)

Underberg é um bitter digestivo produzido na Alemanha pela Underberg AG, feito de ervas aromáticas de 43 países. O número exato e a identidade das ervas continuam a ser um segredo bem guardado.

## História
É baseado em uma receita secreta e proprietária, guardado pela família Underberg desde que a empresa foi fundada por Hubert Underberg-Albrecht em 1846.
As ervas são destiladas usando um processo secreto denominado Semper idem (ou "sempre o mesmo"). Os extratos são, então, amadurecidos durante muitos meses em barris de carvalho da Eslovenia.
A produção cessou em 1939 devido à falta de matérias-primas, apenas para ser reiniciada em dezembro de 1949. A bebida é geralmente associada com a sua famosa porção de garrafa de 20 ml , projetada em 1949 por Emil Underberg, neto do fundador. O mini-frasco é protegido por uma capa de papel de palha e a etiqueta Underberg é colada nela  . Todos os seus elementos, incluindo a forma da garrafa, cor, embalagem e nome Underberg são marcas registras e protegidas por direitos autorais. A empresa defendeu com sucesso os seus direitos em mais de 1.200 processos judiciais contra outros fabricantes.

## Brasilberg
Em 17 de junho de 1846, Hubert Underberg fundou a empresa H. Underberg-Albrecht em Rheinberg na Alemanha, dando início à fabricação e venda do Underberg, uma especialidade feita com ervas aromáticas.
No ano de 1884, Hubert Underberg começou a exportar o seu produto para o Brasil.
Em 1932, o neto do fundador, o Dr. Paul Underberg, mudou-se para o Brasil e começou a fabricar o Underberg do Brasil. Este produto fabricado no país com ervas brasileiras tornou-se, com o passar das décadas, uma especialidade original brasileira e ostenta, doravante, o nome Brasilberg da Casa Underberg do Brasil.